# سفارة بلغاريا في كندا
سفارة بلغاريا في كندا هي أرفع تمثيل دبلوماسي لدولة بلغاريا لدى كندا. تقع السفارة في أوتاوا وهي تهدف لتعزيز المصالح البلغارية في كندا.

## وصلات خارجية
- قائمة سفارات بلغاريا
- قائمة السفارات في كندا